# Azimjan Askarov
Azimjan Askarov (uzbek: Азимжон Асқаров)  (Bazar-Korgon, 17 de maig de 1951 - Bixkek, 25 de juliol de 2020) va ser un periodista i activista polític kirguís d'ètnia uzbeka que va fundar el grup Vozduh en 2002 per a investigar la brutalitat policial. Durant els enfrontaments ètnics de 2010 en el sud del Kirguizstan, dirigits principalment contra persones de nacionalitat uzbeka, Askarov va treballar per a documentar la violència.
Posteriorment va ser detingut i processat sota els càrrecs de crear disturbis massius, incitació a l'odi ètnic i complicitat en l'assassinat. Després d'un judici en el qual diversos grups internacionals de drets humans van protestar per les irregularitats -incloses les presumptes tortures i la intimidació dels testimonis a la sala del tribunal per part de la policia- Askarov va ser condemnat a cadena perpètua. Al novembre de 2010, es va informar que la salut d'Askarov s'estava deteriorant ràpidament degut la seva reclusió. Nombrosos grups van advocar per ell, incloent Human Rights Watch, Reporters sense Fronteres, People In Need, el Comitè per a la Protecció dels Periodistes i Amnistia Internacional, aquesta última el va designar com a pres de consciència.
En 2015, els Estats Units va conferir el Premi Defensor dels Drets Humans 2014 a Askarov. El Govern del Kirguizstan va protestar contra aquesta decisió i va donar per acabat oficialment un acord de cooperació entre els Estats Units i el Kirguizstan de 1993. El 12 de juliol de 2016, el Tribunal Suprem del Kirguizstan va revocar la cadena perpètua contra Askarov i va enviar el seu cas al Tribunal del Óblast de Txui per a la seva revisió. Va ser condemnat de nou a cadena perpètua el 24 de gener de 2017. Després de les esmenes al Codi Penal del Kirguizstan en 2017, que van entrar en vigor en 2019, els advocats d'Askarov van sol·licitar la revisió de la seva sentència. No obstant això, el 30 de juliol de 2019, el tribunal regional de Txui va tornar a confirmar la condemna a cadena perpètua de Askarov. Va morir a la presó al juliol de 2020.